# Medusanthera gracilis
Medusanthera gracilis är en järneksväxtart som först beskrevs av George King, och fick sitt nu gällande namn av Herman Otto Sleumer. Medusanthera gracilis ingår i släktet Medusanthera och familjen Stemonuraceae. Inga underarter finns listade i Catalogue of Life.